# Марк-Емил Руше
Марк-Емил Руше (Marc-Emile Ruchet; 1853 – 1912) е швейцарски политик от Свободната демократическа партия, президент, вицепрезидент и министър.
На 14 декември 1899 г. е избран във Федералния съвет (Бундесрат – правителството). На 9 юли 1912 г., дни преди своята смърт, той си подава оставката.
Завежда следните департаменти (министерства) във Федералния съвет:
- 1900 – 1903: Министерство на вътрешните работи
- 1904: Министерство на финансите и митниците
- 1905: Министерство на политиката; председател
- 1906 – 1910: Министерство на вътрешните работи
- 1911: Министерство на политиката; председател
- 1912: Министерство на вътрешните работи

Председател на Бундесрата през 1905 и 1911 и заместник-председател през 1904 и 1910.